# 特别关注
《特别关注》是一款面对成熟男士读者群的杂志，由湖北日报传媒集团创办发行，内容涉及古今中外的政治、经济、军事、文化、社会生活等多方面，主要文体是散文、小品文、记叙文、评论文和微型小说。

## 概况
2000年5月16日，湖北日报报业集团组建《特别关注》杂志，经湖北日报报业集团人事处批准，首批招聘5名文字编辑、1名美术编辑和1名编务。10月5日，出版《特别关注》杂志第一期。11月，楚天发行总公司开始代理发行。

## 版式
《特别关注》分为十个版面：特别报道、家事、国事、天下事、开心事、史事、心事、男人的事、书中事、回收站。